# 3,4-MDO-U-47700
3,4-MDO-U-47700是一种含氮有机化合物，化学式C
17H
24N
2O
3，可作为類阿片狡詐家藥物，与U-47700相似，2017年首次出现。